# Kuodeveitshobma
Kuodeveitshobma är en kulle i Finland.   Den ligger i den ekonomiska regionen Norra Lappland och landskapet Lappland, i den norra delen av landet, 1 000 km norr om huvudstaden Helsingfors. Toppen på Kuodeveitshobma är 320 meter över havet.
Terrängen runt Kuodeveitshobma är huvudsakligen platt, men västerut är den kuperad. Terrängen runt Kuodeveitshobma sluttar västerut.  Trakten runt Kuodeveitshobma är nära nog obefolkad, med mindre än två invånare per kvadratkilometer. Det finns inga samhällen i närheten. Omgivningarna runt Kuodeveitshobma är i huvudsak ett öppet busklandskap.